# Борец гиринский
Боре́ц гири́нский, или Акони́т гиринский (лат. Aconitum kirinense) — многолетнее травянистое растение, вид рода Борец (Aconitum) семейства Лютиковые (Ranunculaceae). Видовое название дано по имени провинции Гирин, расположенной на северо-востоке Китая.

## Распространение и экология
Ареал вида охватывает Дальний Восток. В России встречается на юге российского Дальнего Востока.
Произрастает по лесным лугам, в трещинах скал, по дубнякам.

## Ботаническое описание
Корневище стержневое, простое или ветвистое, тёмно-бурое.
Стебель высотой 1 м и более, в нижней части голый или покрытый длинными отстоящими волосками.
Прикорневые листья длиной до 12 см, шириной 15—20 см, на черешках длиной до 30 см, разделённые на 3—5 широкоромбические, весьма варьирующих по ширине доли. Каждая из долей первого порядка распадается на широкие, шириной 1,5—4 см, доли второго порядка, заканчивающиеся немногими крупными заострёнными зубцами. Сверху листья тёмно-зелёные, покрытые прижатыми, слегка курчавыми волосками, снизу бледнее, голые.
Соцветие — длинная, в нижней части ветвистая кисть; цветки бледно-жёлто-зеленые или жёлтые. Шлем высотой 15—25 мм и шириной на уровне носика 10—13 мм. Боковые доли околоцветника округлые, длиной 7—10 мм, шириной 6—8 мм; нижние доли неравные, длиной 6—7 мм и шириной, соответственно, 2—3 и 4—5 мм.

## Таксономия
Вид Борец гиринский входит в род Борец (Aconitum) трибы Живокостные (Delphinieae) подсемейства Лютиковые (Ranunculoideae) семейства Лютиковые (Ranunculaceae) порядка Лютикоцветные (Ranunculales).
|  |                       |  |                                               |                                               |                                         |  | ещё четыре подсемейства (согласно Системе APG II) | ещё четыре подсемейства (согласно Системе APG II) |                                           |  |  |  | ещё 2 рода              | ещё 2 рода          |  |  |
|  |                       |  |                                               |                                               |                                         |  | ещё четыре подсемейства (согласно Системе APG II) | ещё четыре подсемейства (согласно Системе APG II) |                                           |  |  |  | ещё 2 рода              | ещё 2 рода          |  |  |
|  |                       |  |                                               | семейство Лютиковые                           |                                         |  |                                                   |                                                   | триба Живокостные                         |  |  |  |                         | вид Борец гиринский |  |  |
|  |                       |  |                                               | семейство Лютиковые                           |                                         |  |                                                   |                                                   | триба Живокостные                         |  |  |  |                         | вид Борец гиринский |  |  |
|  | порядок Лютикоцветные |  |                                               |                                               | подсемейство Лютиковые (Ranunculoideae) |  |                                                   |                                                   | род Борец, или Аконит                     |  |  |  |                         |                     |  |  |
|  | порядок Лютикоцветные |  |                                               |                                               |                                         |  |                                                   |                                                   |                                           |  |  |  |                         |                     |  |  |
|  |                       |  | ещё десять семейств (согласно Системе APG II) | ещё десять семейств (согласно Системе APG II) |                                         |  |                                                   | ещё восемь триб (согласно Системе APG II)         | ещё восемь триб (согласно Системе APG II) |  |  |  | ещё от 250 до 300 видов |                     |  |  |
|  |                       |  |                                               | ещё десять семейств (согласно Системе APG II) |                                         |  |                                                   |                                                   | ещё восемь триб (согласно Системе APG II) |  |  |  |                         |                     |  |  |